# Тридцатое правительство Израиля
Тридцатое правительство Израиля (ивр. ממשלת ישראל השלושים‎) было сформировано Ариэлем Шароном 28 февраля 2003 года после победы блока Ликуд на январских выборах в Кнессет. Правительство было коалиционным, в состав коалиции изначально входили партии Шинуй и Ихуд леуми, которые располагали 60 из 120 мест в Кнессете, вскоре в состав Ликуд вошла партия Исраэль ба-Алия. располагавшая двумя мандатами, а 3 марта 2003 года к коалиции присоединилась партия МАФДАЛ, в результате чего правительство получило поддержку 66 депутатов Кнессета.
При обсуждении плана одностороннего размежевания в Газе в 2004 году в правительстве возникли серьёзные разногласия, в с связи с чем Ихуд леуми вышла из коалиции 6 июня 2004 года, 11 ноября за ней последовала МАФДАЛ, а 4 декабря партия Шинуй также покинула правительство из-за разногласий по поводу бюджета. 10 января 2005 года в правительственную коалицию вошёл блок Авода-Меймад, а 30 марта к ней присоединился Агудат Исраэль.
23 ноября 2005 года А.Шарон и ряд его сторонников вышли из партии Ликуд и создали партию Кадима, сохранив при этом контроль над правительством. Хотя представители блока Авода — Меймад покинули правительство в тот же день, Шарон возглавлял правительство до 4 января 2006 года, когда у него случился инсульт, после чего исполняющим обязанности премьер-министра стал Эхуд Ольмерт. Хотя блок Ликуд вышел из правительства 15 января 2006 года, Ольмерт оставался исполняющим обязанности премьер-министра до 4 мая 2006 года, когда было сформировано тридцать первое правительство Израиля, после победы партии Кадима на мартовских выборах в Кнессет.

## Состав правительства
| Должность                               | Имя, фамилия                                            | Партийная принадлежность  |
| --------------------------------------- | ------------------------------------------------------- | ------------------------- |
| Премьер-министр                         | Ариэль Шарон (до 16 апреля 2006)                        | Ликуд, Кадима             |
| Премьер-министр                         | Эхуд Ольмерт (исполняющий обязанности с 16 апреля 2006) | Кадима                    |
| Заместитель премьер-министра            | Шимон Перес (10 января — 23 ноября 2005)                | Авода — Меймад            |
| Заместитель премьер-министра            | Сильван Шалом (до 15 января 2006)                       | Ликуд                     |
| Заместитель премьер-министра            | Йосеф Лапид (до 4 декабря 2004)                         | Шинуй                     |
| Министр сельского хозяйства             | Исраэль Кац (до 14 января 2006)                         | Ликуд                     |
| Министр сельского хозяйства             | Зеэв Бойм (с 17 января 2006)                            | Кадима                    |
| Министр связи                           | Ариэль Шарон (до 17 августа 2003)                       | Ликуд                     |
| Министр связи                           | Эхуд Ольмерт (29 сентября 2003 — 10 января 2005)        | Ликуд                     |
| Министр связи                           | Далия Ицик (10 января — 23 ноября 2005)                 | Авода — Меймад            |
| Министр связи                           | Абрахам Хирчсон (с 18 января 2006)                      | Кадима                    |
| Министр обороны                         | Шауль Мофаз                                             | Не был депутатом Кнессета |
| Министр образования, культуры и спорта  | Лимор Ливнат (до 14 января 2006)                        | Ликуд                     |
| Министр образования, культуры и спорта  | Меир Шетрит (с 18 января 2006)                          | Кадима                    |
| Министр охраны окружающей среды         | Иехудит Наот (до 17 октября 2004)                       | Шинуй                     |
| Министр охраны окружающей среды         | Илан Шальги (29 ноября 2004 — 4 декабря 2005)           | Шинуй                     |
| Министр охраны окружающей среды         | Шалом Симхон (10 января — 23 ноября 2005)               | Авода — Меймад            |
| Министр охраны окружающей среды         | Гидеон Эзра (с 18 января 2006)                          | Кадима                    |
| Министр финансов                        | Биньямин Нетаньяху (до 9 августа 2005)                  | Ликуд                     |
| Министр финансов                        | Эхуд Ольмерт (с 7 ноября 2005)                          | Ликуд, Кадима             |
| Министр в министерстве финансов         | Меир Шетрит (до 5 июля 2004)                            | Ликуд                     |
| Министр иностранных дел                 | Сильван Шалом (до 15 января 2006)                       | Ликуд                     |
| Министр иностранных дел                 | Ципи Ливни (с 18 января 2006)                           | Кадима                    |
| Министр здравоохранения                 | Дан Навех (до 14 января 2006)                           | Ликуд                     |
| Министр здравоохранения                 | Яаков Эдри (с 18 января 2006)                           | Кадима                    |
| Министр строительства                   | Эффи Эйтам (3 марта 2003 — 10 июня 2004)                | МАФДАЛ                    |
| Министр строительства                   | Ципи Ливни (31 августа 2004 — 10 января 2005)           | Ликуд                     |
| Министр строительства                   | Ицхак Герцог (10 января — 23 ноября 2005)               | Авода — Меймад            |
| Министр строительства                   | Зеэв Бойм (с 18 января 2006)                            | Кадима                    |
| Министр абсорбции                       | Ципи Ливни                                              | Ликуд, Кадима             |
| Министр торговли и промышленности       | Эхуд Ольмерт                                            | Ликуд, Кадима             |
| Министр внутренних дел                  | Абрахам Пораз (до 4 декабря 2004)                       | Шинуй                     |
| Министр внутренних дел                  | Офир Пинес-Паз (10 января −23 ноября 2005)              | Авода — Меймад            |
| Министр внутренней безопасности         | Цахи Ханегби (до 6 сентября 2004)                       | Ликуд                     |
| Министр внутренней безопасности         | Гидеон Эзра (с 29 ноября 2004)                          | Ликуд, Кадима             |
| Министр по делам Иерусалима             | Натан Щаранский (3 марта 2003 — 4 марта 2005)           | Не был депутатом Кнессета |
| Министр юстиции                         | Йосеф Лапид (до 4 декабря 2004)                         | Шинуй                     |
| Министр юстиции                         | Ципи Ливни (с 10 января 2005)                           | Ликуд, Кадима             |
| Министр национальной инфраструктуры     | Йосеф Парицкий (до 13 июля 2004)                        | Шинуй                     |
| Министр национальной инфраструктуры     | Элиэзер Зандберг (19 июля — 4 декабря 2004)             | Шинуй                     |
| Министр национальной инфраструктуры     | Биньямин Бен-Элиэзер (10 января — 23 ноября 2005)       | Авода — Меймад            |
| Министр национальной инфраструктуры     | Рони Бар-Он (с 18 января 2006)                          | Кадима                    |
| Министр по делам религий                | Ариэль Шарон (до 31 декабря 2003)                       | Ликуд                     |
| Министр науки, культуры и спорта        | Элиэзер Зандберг (до 19 июля 2004)                      | Шинуй                     |
| Министр науки, культуры и спорта        | Илан Шальги (24 июля — 29 ноября 2004)                  | Шинуй                     |
| Министр науки, культуры и спорта        | Виктор Браиловский (29 ноября — 4 декабря 2004)         | Шинуй                     |
| Министр науки, культуры и спорта        | Матан Вильнаи (7 ноября — 23 ноября 2005)               | Авода — Меймад            |
| Министр науки, культуры и спорта        | Рони Бар-Он (с 18 января 2006)                          | Кадима                    |
| Министр туризма                         | Биньямин Элон (до 6 июня 2004)                          | Ихуд леуми                |
| Министр туризма                         | Гидеон Эзра (31 августа 2004 — 10 января 2005)          | Ликуд                     |
| Министр туризма                         | Абрахам Хирчсон (с 10 января 2005)                      | Ликуд, Кадима             |
| Министр транспорта                      | Авигдор Либерман (до 6 июня 2004)                       | Ихуд леуми                |
| Министр транспорта                      | Меир Шетрит (с 31 августа 2004)                         | Ликуд, Кадима             |
| Министр труда и социального обеспечения | Зевулон Орлев (3 марта 2003 — 11 ноября 2004)           | МАФДАЛ                    |
| Министр офиса премьер-министра          | Гидеон Эзра (до 31 августа 2004)                        | Ликуд                     |
| Министр офиса премьер-министра          | Узи Ландау (до 26 октября 2004)                         | Ликуд                     |
| Министр офиса премьер-министра          | Цахи Ханегби (с 6 сентября 2004)                        | Ликуд, Кадима             |
| Министр офиса премьер-министра          | Матан Вильнаи (12 января — 28 августа 2005)             | Авода — Меймад            |
| Министр без портфеля                    | Хаим Рамон (10 января — 23 ноября)                      | Авода — Меймад            |

## Комментарии
1. ↑  Хотя Щаранский не был депутатом Кнессета в момент назначения, он ранее избирался в Кнессет по списку партии Исраэль ба-Алия.